# Xavier Wulf
Xavier Wulf, auch bekannt als Ethelwulf oder The Local Man (* 1992 als Xavier Beard in Memphis, Tennessee, USA), ist ein US-amerikanischer Rapper und Musikproduzent.

## Stil
Der Musikstil von Wulf ist dem Down South und Memphis Rap zuzuordnen. Musikalisch inspiriert wurde Wulf von Künstlern aus der Stadt Memphis wie z. B. Three Six Mafia oder 8Ball & MJG.

## Biografie
Beard wurde 1992 in Memphis, Tennessee geboren. Zu rappen begann er schon als Teenager. Nachdem er die Schule ohne Abschluss abgebrochen hatte und mehrmals wegen des Besitzes von Marihuana im Gefängnis saß, veröffentlichte Beard unter dem Namen Ethelwulf seine ersten eigenen Aufnahmen. Daraufhin wurde er in das Rapkollektiv Raider Klan aufgenommen. 2012 erschien sein Debütmixtape The Wolf Gang’s Rodolphe unter den Namen Ethelwulf. 2013 war er mit Raider Klan in einer Show des Boiler Room zu sehen.
Im Frühjahr 2013 verließ er Raider Klan und nannte sich von da an Xavier Wulf. Zwischen 2013 und 2015 zog er nach Los Angeles, Kalifornien und veröffentlichte 2014 seine ersten beiden Alben Blood Shore Season 1 und Blood Shore Season 2 auf dem Label The Hollow Squad. Im Februar 2015 erschien mit Tundra Boy Season One dann das erste Album in Eigenproduktion, ebenfalls auf The Hollow Squad. 2016 veröffentlichte Beard unter den Künstlernamen The Local Men ein Album mit dem gleichen Namen.
Seit 2014 bildet Wulf mit den ehemaligen Raider-Klan-Mitgliedern Chris Travis und Eddy Baker und mit dem Rapper Bones das Kollektiv Seshollowaterboyz.
Im Jahr 2016 gab er in Toronto in Kanada sein erstes Konzert im Ausland. Seit 2017 tritt Wulf sowohl als Solokünstler als auch mit seiner Formation Seshollowaterboyz auf dem Hip-Hop-Festival Rolling Loud auf. 2018 war er als Solokünstler und gemeinsam mit Bones in Moskau auf dem Booking Machine Festival zu sehen. Im selben Jahr folgte die American Wasteland Tour. 2019 war Wulf auf Europa-Tournee, die ihn auch nach Deutschland führte. Er hatte Auftritte im 2019 geschlossenen Club Prince Charles in Berlin, im Hamburger Musikclub Uebel & Gefährlich und im Stuttgarter Club Freund + Kupferstecher. Am 7. März 2019 trat Wulf im Dürer Kert in Budapest auch erstmals in Ungarn auf.
Anfang 2020 nahm er mit dem Produzenten Marcelo für den TV-Sender Adult Swim den Song Don’t Touch the Remote auf. Im März und April 2020 war er auf der Headline Inaugural Vengeance Tour in den USA mit dem Rapper Attila zu sehen.

## Diskografie

### Singles und EPs
- 2013 – To Be Continued – The Hollow Squad
- 2013 – Shut Up And Listen – The Hollow Squad
- 2013 – Sitting Wulf EP – The Hollow Squad
- 2013 – Comin’ 4 You – TeamSESH
- 2014 – Rare Wulf – The Hollow Squad
- 2017 – Check It Out – The Hollow Squad
- 2020 – Don’t Touch That Remote
- 2020 – Trophy Boyz
- 2020 – Cross Cuttin

### Alben
- 2014 – Blood Shore Season 1 – The Hollow Squad
- 2014 – Blood Shore Season 2 – The Hollow Squad
- 2015 – Tundra Boy Season One – The Hollow Squad
- 2015 – Project X – TeamSESH
- 2016 – The Local Man – The Hollow Squad
- 2018 – Sitting Wulf
- 2018 – East Memphis Maniac
- 2020 – BRACE (Mit Bones)
- 2020 – Bennington Forest
- 2022 – Blood Shore Season 3

### Mit anderen Künstlern
- 2013 – ダサい (Mit Bones) – TeamSESH
- 2013 – Caves (Mit Bones) – TeamSESH

### Singles
- 2014: Psycho Pass (US: Platin)[18]
- 2014: Thunder Man (US: Gold)
- 2015: Hollow Be Thy Squad (US: Gold)
- 2019: Kid Cudi (Remix) (US: Gold)